# San Vitale, Ravenna

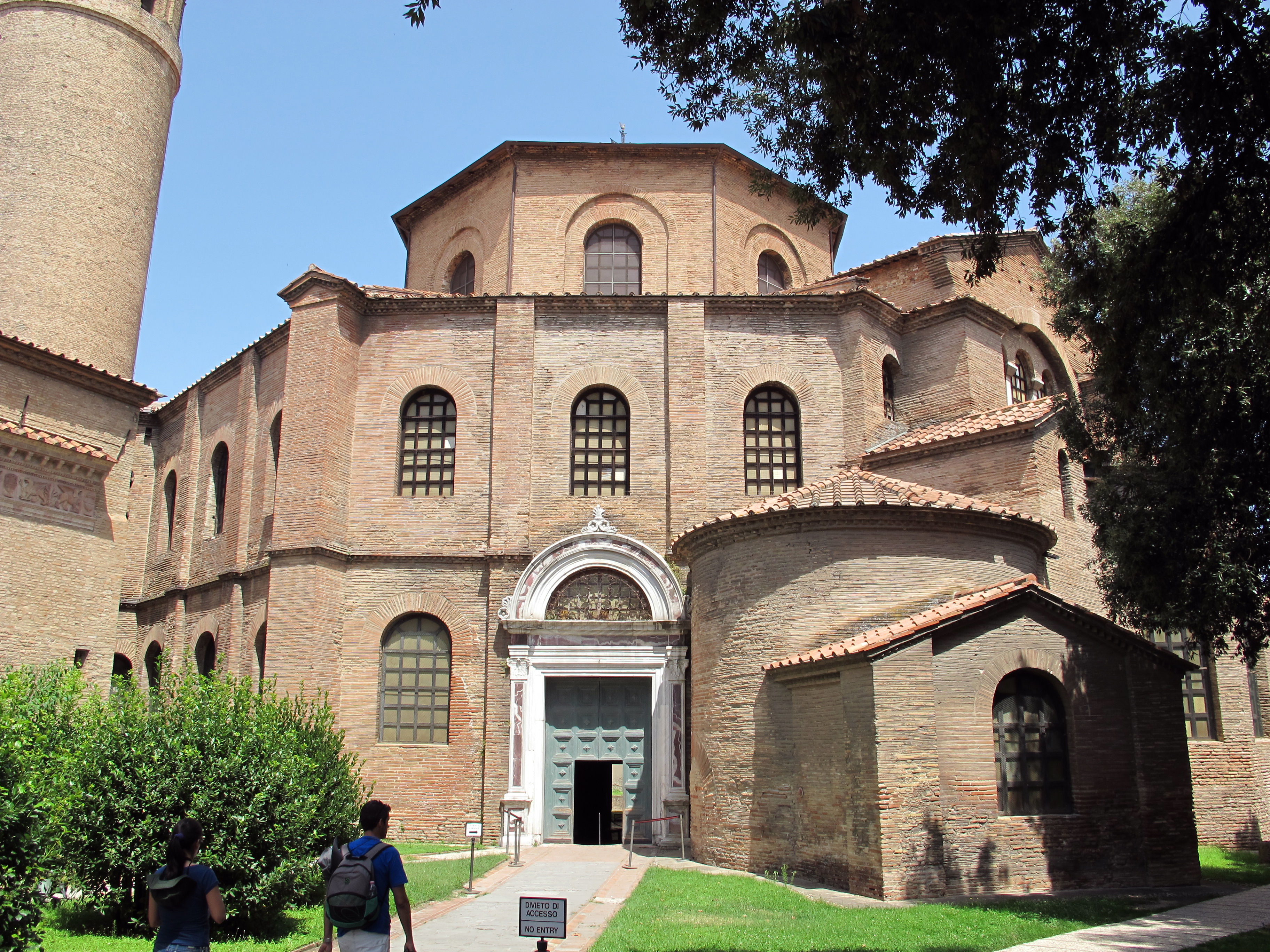
Kyrkans exteriör.

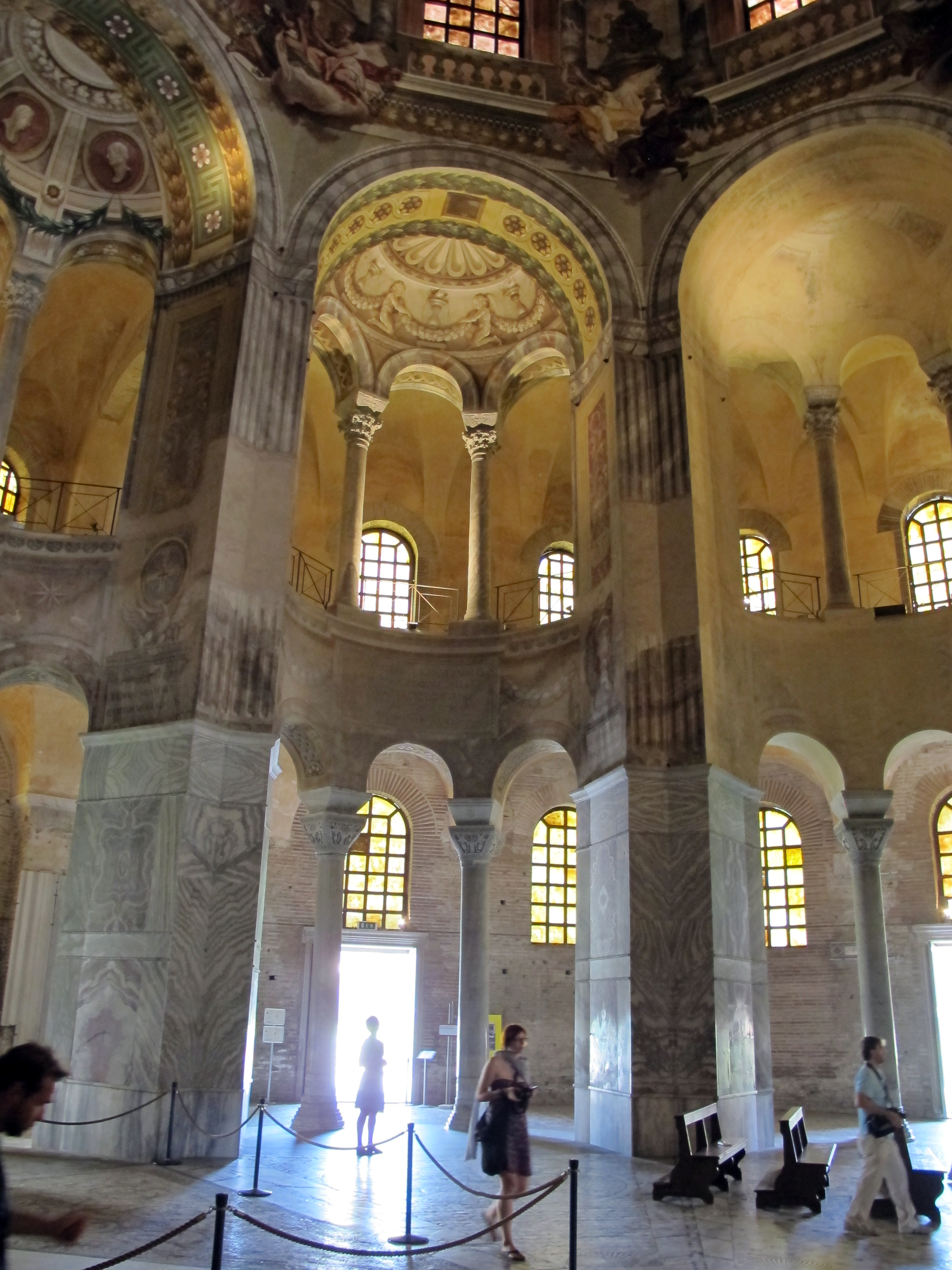
Kyrkans interiör.

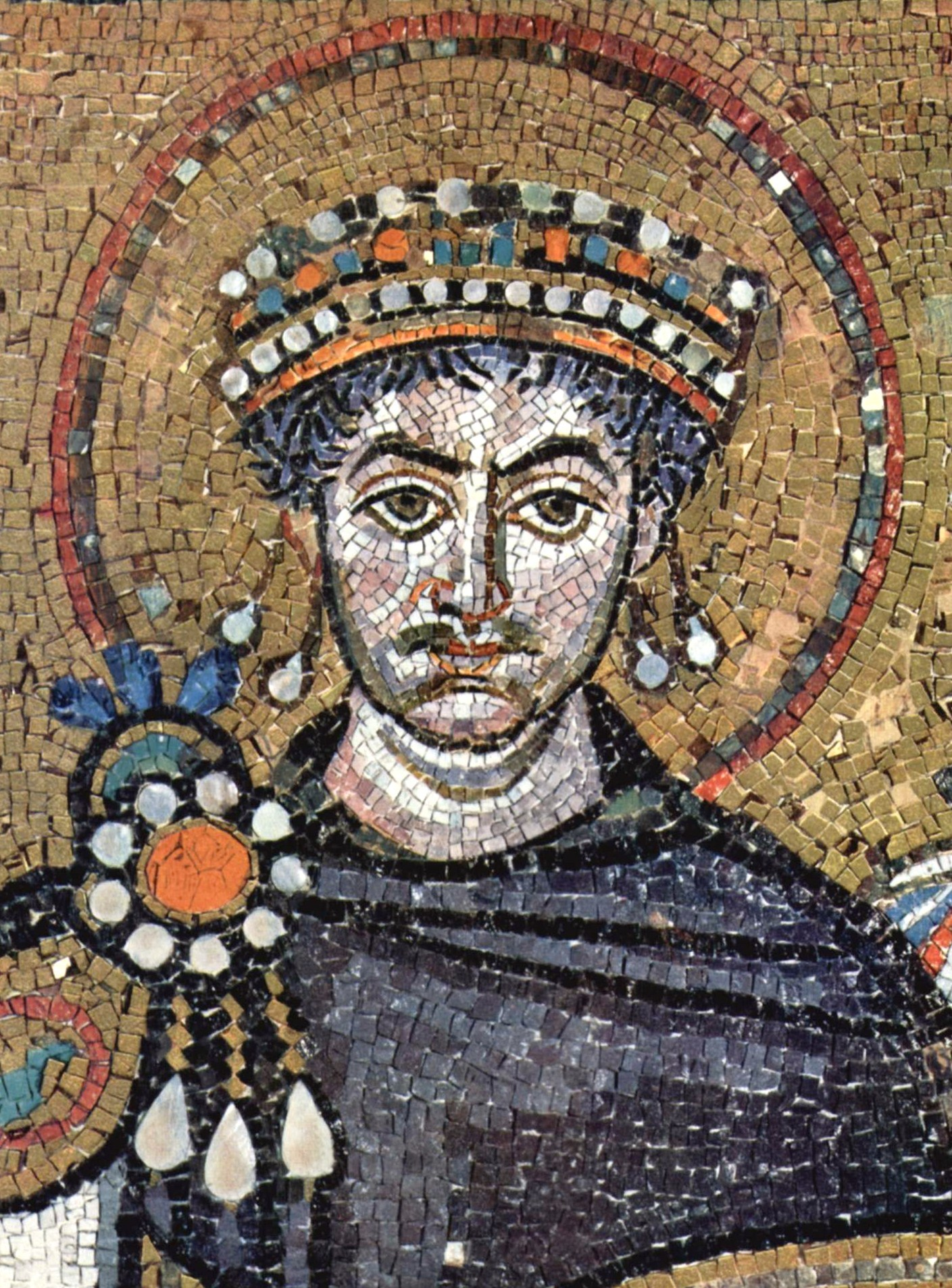
Mosaikporträtt av Justinianus I i koret i San Vitale från år 547.

San Vitale är en bysantinsk centralkyrka i Ravenna som uppfördes av den bysantinske kejsaren Justinianus I 526–527.
Kyrkan består av ett välvt, oktogonalt centralrum omgivet av kilformade pelare som avdelar de två våningar höga absiderna. Både den omgivande gången och de ovanliggande gallerierna tjänar syftet att understryka centralrummets vertikalitet. Exteriörens välproportionerade volymer och fina detaljer återspeglar inte bara interiören, utan uppvisar den bysantinska arkitekturens alla statiska och harmoniska proportioner.
San Vitale är ett av de främsta arkitektoniska verken i den bysantinska konsten. Som sådant utgjorde den en viktig inspirationskälla för den karolingiska konsten, vilket visade sig i bland annat Palatskapellet i Aachen.
I San Vitale finns mosaiker där Justinianus I och Theodora framställs i samma storlek som Kristus och Jungfru Maria.